# Robert Heimbürger
Robert Heimbürger, auch Robert Heimburger (* 18. Maijul. / 30. Mai 1809greg. in St. Petersburg; † 30. Maijul. / 11. Juni 1860greg. ebenda) war ein deutsch-russischer Jurist und Bankmanager.

## Leben
Robert Heimbürger war ein Sohn des aus Hamburg stammenden Petersburger Großkaufmanns Johann Nikolaus Heimbürger (1774–1843). Er hatte drei Schwestern: Elisabeth, die den Kaufmann François Boissonet heiratete und die Mutter des Ingenieurs Louis Boissonet (1838–1864) wurde, sowie die unverheirateten Nathalie († 1887 in Illenau) und Bertha Heimbürger. Für seine Schulausbildung wurde er zusammen mit Nikolaus von Stieglitz (1807–1833), dem ältesten Sohn des Bankiers Ludwig Stieglitz, nach Deutschland geschickt und kam in das Haus von Karl von Schlözer in Lübeck. Die drei Familien verband das gemeinsame Engagement für die 1829 eingerichtete Dampfschifffahrtslinie zwischen Lübeck und St. Petersburg, die sehr erfolgreich war. Heimbürger und Stieglitz besuchten das Katharineum zu Lübeck bis zum Abitur Michaelis 1827. Zu ihren Mitabiturienten zählten Carl Friedrich Wehrmann und Wilhelm von Bippen. Ab 1828 studierte Robert Heimbürger Rechtswissenschaften an der Kaiserlichen Universität Dorpat.
1833 trat er als Kollegien-Assessor in den Dienst des russischen Finanzministeriums. Bald darauf wechselte er in die Privatwirtschaft und wurde Geschäftsführer und Sekretär von Alexander von Stieglitz im Bankhaus Stieglitz & Co. Für Stieglitz engagierte er sich bei der Gründung bzw. Übernahme mehrerer Unternehmen.

## Robert Heimbürgersche Stiftung
Heimbürger errichtete aus seinem umfangreichen Vermögen testamentarisch eine Stiftung zum Wohl der Universität Dorpat. Die schließlich am 22. Februar 1870 errichtete Robert Heimbürgersche Stiftung zur Unterstützung der wissenschaftlichen Thätigkeit der Zöglinge und Docenten der Kaiserlichen Universität zu Dorpat  war mit einem Anfangskapital von 34.000 Rubeln ausgestattet, die in unkündbaren Pfandbriefen der Livländischen Adeligen Güter-Credit-Societät angelegt waren. Nathalie Heimbürger, Robert Heimbürgers Schwester und Testamentsvollstreckerin, ernannte den Wirklichen Staatsrat Karl Johann von Seidlitz zum ersten Administrator der Stiftung. Seine Nachfolger sollte die Livländische Ritterschaft bestimmen. Neben einem Reisestipendium und einem Preis für wissenschaftliche Arbeiten waren 5 % der Stiftungserträge zur Unterstützung von Witwen und minderjährigen Kindern des Lehrkörpers der Universität vorgesehen. Ein weiterer Anteil der Zinsen sollte in den ersten Jahren dafür verwendet werden, das Kapital bis auf 50.000 Rubel zufzustocken.
Die Stiftung vergab 1871 erstmals einen Preis für wissenschaftliche Arbeiten sowie ein Reisestipendium. Für den Preis waren Werke in russischer, deutscher, französischer oder lateinischer Sprache zugelassen, die im Laufe der letzten 10 Jahre erschienen sind und deren Autoren mindestens 3 Jahre lang zu den immatrikulierten Studierenden unser Universität gehört haben oder zur Zeit der Prämienerteilung schon drei Jahre an dieser Universität als Privatdozenten, etatmäßige Dozenten, Prosektoren, Observatoren oder gelehrte Apotheker im Dienste standen. Die Arbeiten mussten dem Konseil der Universität in zwei Exemplaren jeweils bis zum 1. Mai eines jeden Jahres eingereicht werden. Der Preis ging jedes Jahr an eine andere Fakultät.
Das erste Reisestipendium erhielt der Pharmakologe und spätere Professor an der Universität Rostock Carl Gaehtgens, den ersten Preis Ferdinand Wiedemann für sein Estnisches Wörterbuch. Zu den weiteren Empfängern gehörten:
- 1873: Woldemar Masing und Georg Carl Maria von Seidlitz (Reisestipendium); Alexander von Oettingen (Preis)[6]
- 1874: Emil Rosenberg (Reisestipendium); Alexander von Bunge (Preis)
- 1875: Ludwig Senff (Reisestipendium); Victor Hehn (Preis)
- 1876: Johann Lemberg (Reisestipendium); Eugen Petersen (Preis)
- 1877: Otto Waltz (Reisestipendium); Woldemar von Gutzeit[7] (Preis)
- 1878: Leonhard Kessler (Reisestipendium); Friedrich Georg von Bunge (Preis)
- 1879: Woldemar von Knierim (Reisestipendium); J. G. L. Rapiersky (Preis)
- 1880: Carl Bergbohm (Reisestipendium); Theodosius Harnack (Preis)
- 1881: Gustav Bunge (Reisestipendium); kein Preis vergeben
- 1882: Valerian Podwyssotzki (Reisestipendium) ; Ernst Bergmann (nachträglich Preis für 1881), August von Miaskowski (Preis)
- 1883: Woldemar Masing (Reisestipendium); Friedrich Schmidt und Julius von Schroeder (Preis)
- 1884: Leopold von Schroeder (Reisestipendium); Moritz von Engelhardt (Preis)
- 1885: Johannes Klinge (Reisestipendium); C. Schilling (Preis)
- 1886: Leonhard Masing (Reisestipendium); Erich Harnack (Preis)
- 1887: Reinhold Seeberg (Reisestipendium); Leopold von Schroeder (Preis)
- 1888: Leopold von Schroeder (Reisestipendium); Gustav von Bunge und Gustav Tammann (Preis)
- 1889: Adolf von Harnack (Preis)

...
- 1893: Wilhelm Ostwald (Preis)
- 1894 (Reisestipendium nicht vergeben); Adolf Schmidt (Preis, posthum)
- 1897 Victor Schmidt (Reisestipendium 1896 nachträglich vergeben); (Reisestipendium und Preis 1897 nicht vergeben)

## Literarisches
Robert Heimbürger kommt in Frank Goykes Ostseekrimi Das Lübecker Komplott: Fritz Reuters zweiter Fall vor.